# Theodore J. Pahle

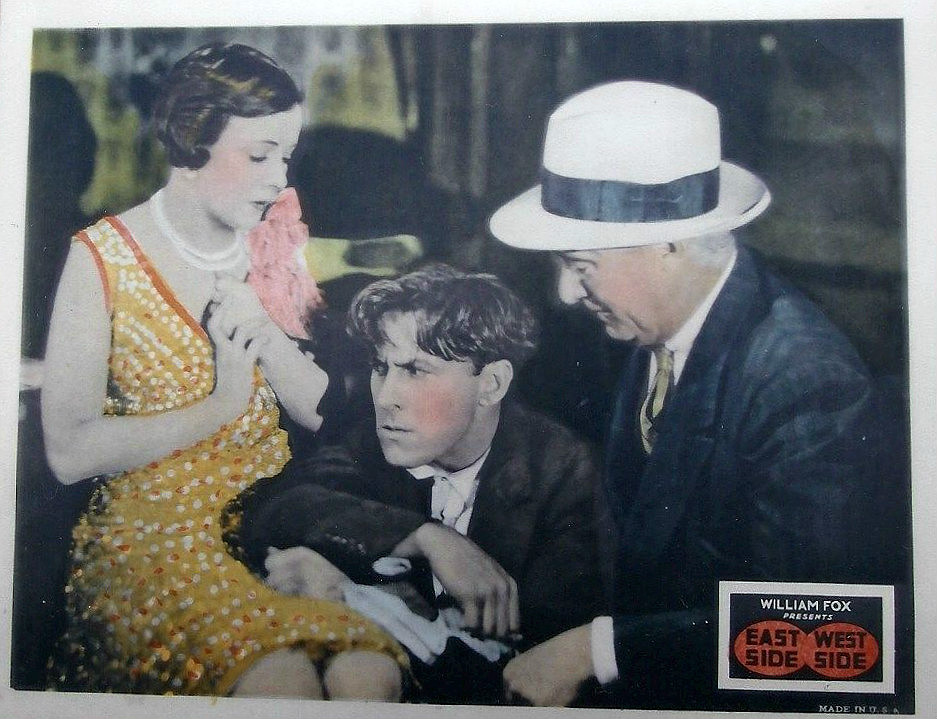
À l'ombre de Brooklyn (1927), avec Virginia Valli, George O'Brien et J. Farrell MacDonald (de g. à d., poster promotionnel)

Theodor Joseph Pahle, né le 23 août 1899 à New York (État de New York), ville où il est mort le 9 janvier 1979, est un directeur de la photographie et réalisateur américain, connu comme Theodore J. Pahle (ou Ted Pahle).

## Biographie
Né de parents d'origine allemande émigrés aux États-Unis, Theodore J. Pahle débute comme chef opérateur sur le film muet À l'ombre de Brooklyn d'Allan Dwan (avec George O'Brien et Virginia Valli), sorti en 1927. 
Après quelques autres films américains (dont des courts métrages), il poursuit sa carrière en Europe dès le début des années 1930 et contribue ainsi durant cette période à de nombreux films français, dont Marius d'Alexander Korda (1931, avec Pierre Fresnay dans le rôle-titre et Raimu), La Perle de René Guissart (1932, avec Suzy Vernon et André Berley), Le Bossu de René Sti (1934, avec Robert Vidalin et Josseline Gaël), L'Alibi de Pierre Chenal (1937, avec Louis Jouvet et Jany Holt), ou encore Entente cordiale de Marcel L'Herbier (1939, avec Gaby Morlay et Victor Francen).
Il dirige également les prises de vues de quelques films allemands et autrichiens, dont trois réalisations de Willi Forst, Allotria (1936, avec Renate Müller et Jenny Jugo), Burgtheater (1936, avec Werner Krauss et Willy Eichberger) et Bel-Ami (1939, avec le réalisateur dans le rôle-titre et Olga Tchekhova).
Puis, installé en Espagne au début des années 1940, il participe jusqu'à la fin des années 1950 à des films espagnols (ou en coproduction), dont Agustina de Aragón de Juan de Orduña (1950, avec Aurora Bautista dans le rôle-titre et María Asquerino) et Bonjour la chance d'Edgar Neville et Guy Lefranc (coproduction franco-espagnole, 1957, avec Fernando Fernán Gómez et Cécile Aubry). Il est en outre directeur de la photographie de seconde équipe sur la coproduction américano-espagnole Alexandre le Grand de Robert Rossen (1956, avec Richard Burton dans le rôle-titre et Claire Bloom).
Durant son séjour en Espagne, il est par ailleurs le réalisateur de six courts métrages sortis de 1941 à 1943.
De retour aux États-Unis à la fin des années 1950, Theodore J. Pahle collabore à un ultime film américain, 4D Man d'Irvin Yeaworth (en) (1959, avec Robert Lansing et Lee Meriwether), après lequel il se retire définitivement.

## Filmographie partielle
(films en coproduction le cas échéant)

### Période américaine
- 1927 : À l'ombre de Brooklyn (East Side, West Side) d'Allan Dwan
- 1928 : Stolen Love de Lynn Shores (en)
- 1931 : Luces de Buenos Aires d'Adelqui Migliar (film américano-argentin)
- 1931 : Ich heirate meinen Mann d'E. W. Emo (version allemande de Her Wedding Night, 1930)
- 1959 : 4D Man d'Irvin Yeaworth

### Période européenne

#### Films français
- 1931 : Rive gauche d'Alexander Korda
- 1931 : Un homme en habit de René Guissart
- 1931 : Un caballero de frac de Roger Capellani et Carlos San Martín (version espagnole de Un homme en habit)
- 1931 : Marius d'Alexander Korda
- 1932 : Le Fils improvisé de René Guissart
- 1932 : La Perle de René Guissart
- 1933 : Une histoire d'amour de Max Ophüls (version française de Liebelei)
- 1933 : Le Père prématuré de René Guissart
- 1933 : Un fil à la patte de Karl Anton
- 1933 : Je te confie ma femme de René Guissart
- 1933 : Les Surprises du sleeping de Karl Anton
- 1933 : Matricule 33 de Karl Anton
- 1933 : Ah ! Quelle gare ! de René Guissart
- 1934 : Le Bossu de René Sti
- 1934 : La Cinquième Empreinte de Karl Anton
- 1935 : Monsieur Sans-Gêne de Karl Anton
- 1935 : La Rosière des halles de Jean de Limur
- 1935 : Le Clown Bux de Jacques Natanson
- 1936 : La Petite Sauvage de Jean de Limur
- 1937 : L'Alibi de Pierre Chenal
- 1938 : Ultimatum de Robert Wiene et Robert Siodmak
- 1938 : Tempête sur l'Asie de Richard Oswald
- 1938 : Gibraltar de Fedor Ozep
- 1938 : L'Affaire Lafarge de Pierre Chenal
- 1938 : Conflit de Léonide Moguy
- 1939 : Entente cordiale de Marcel L'Herbier
- 1939 : Pièges de Robert Siodmak

#### Films allemands
- 1936 : Allotria de Willi Forst
- 1939 :  Bel-Ami de Willi Forst

#### Films autrichiens
- 1936 : Catherine (Katharina die Letzte) d'Henry Koster
- 1936 : Burgtheater de Willi Forst
- 1936 : Hannerl und ihre Liebhaber de Werner Hochbaum
- 1936 : Romanze d'Herbert Selpin

#### Films espagnols
- 1940 : La malquerida de José López Rubio
- 1941 : Héroe a la fuerza de Benito Perojo
- 1942 : Correo de Indias d'Edgar Neville
- 1943 : Idolos de Florián Rey
- 1943 : Sucedió en Damasco de José López Rubio et Primo Zeglio (film italo-espagnol)
- 1949 : El capitán de Loyola de José Díaz Morales
- 1950 : Agustina de Aragón de Juan de Orduña
- 1952 : Ronda española de Ladislas Vajda
- 1954 : Tout est possible à Grenade (Todos es posible en Granada) de José Luis Sáenz de Heredia
- 1955 : Señora Ama de Julio Bracho (film hispano-mexicain)
- 1956 : Alexandre le Grand (Alexander the Great) de Robert Rossen (film américano-espagnol) (directeur de la photographie de seconde équipe)
- 1957 : Bonjour la chance (La ironía del dinero) d'Edgar Neville et Guy Lefranc (film franco-espagnol)
- 1957 : Flamenco (Spanish Affair) de Luis Marquina et Don Siegel (film américano-espagnol)